# Stachys stebbinsii
Stachys stebbinsii là một loài thực vật có hoa trong họ Hoa môi. Loài này được G.A.Mulligan & D.B.Munro miêu tả khoa học đầu tiên năm 1989 publ. 1990.